# Verwaltungsgemeinschaft Burg
In der Verwaltungsgemeinschaft Burg waren die Gemeinden Detershagen, Niegripp, Parchau und Schartau sowie die Stadt Burg im sachsen-anhaltischen Landkreis Jerichower Land zusammengeschlossen. Am 1. Dezember 2002 wurde sie aufgelöst, indem die Mitgliedsgemeinden in die Stadt Burg, die zur Einheitsgemeinde wurde, eingemeindet wurden.